# Enzo Eusebi
Enzo Eusebi, all'anagrafe Vincenzo Eusebi (San Benedetto del Tronto, 29 gennaio 1960), è un ingegnere, architetto e designer italiano.

## Biografia
Ha partecipato al Saint Petersburg Design Week 2014, al Tientsin Design Week 2015, è stato selezionato per la direzione artistica e la progettazione del Padiglione dell'Associazione Mondiale degli Ingegneri Agronomi (WAA) per Expo 2015 a Milano ed è stato premiato nel concorso Toward a Sustainable Expo.
Nel 2000 fonda Nothing Studio, atelier di architettura, planning, interni, design e grafica.
È sposato e ha due figlie.

## Alcuni dei progetti maggiori
- 2002 - Ospedale Generale Siemens, Giulianova
- 2003 - Istituto Alberghiero IPSSAR, San Benedetto del Tronto
- 2005 - Kunlun Towers a Pechino (Cina)
- 2005 - Chalet Touch, Porto Sant'Elpidio
- 2005 - Polo Oncologico, Sant'Omero
- 2005 - Restauro Facoltà di Economia, San Benedetto del Tronto
- 2006 - Berloni Concept Kitchen not for food
- 2006 - Centro Design Ashoka, Monteprandone
- 2008 - Berloni Cucina Quore
- 2008 - Teuco Vasca Solid Surface
- 2008 - Complesso residenziale Isola Feng Chi, (Cina)
- 2008 - Club House, Hui Dong (Cina)
- 2008 - Complesso alberghiero, Soči (Russia)
- 2009 - Berloni Cucina Duemila60
- 2009 - Piano di Riqualificazione Urbana “Craft Village”, Ta' Qali (Malta)
- 2010 - Chiesa della Resurrezione (309), L'Aquila
- 2010 - Stabilimento Industriale Sal.Pi. UNO srl, Preci (in mostra alla 13ª Mostra internazionale di architettura di Venezia "Common
- 2012 - Progetto Terme del Vino, Offida
- 2014 - Concorso ad inviti - Torre UnipolSai, Milano
- 2015 - Padiglione dell'Associazione Mondiale degli Ingegneri Agronomi (WAA) a Expo 2015
- 2016 - Quid prodotto da iGuzzini illuminazione

## Riconoscimenti
- 2006 - Premio Elle Decoration International Design Awards
- 2007 - Premio Kunlun per le Kunlun Towers
- 2008 - Premio IN/ARCH Marche 2008

## Pubblicazioni
- Enzo Eusebi, Not For…, a cura di Fortunato D'Amico, Milano, Mondadori Electa 2008. ISBN 978-88-370-6556-0.
- Enzo Eusebi, Nothing Studio, L'Arca Edizioni, 2008. ISBN 978-88-7838-154-4.

## Galleria d'immagini

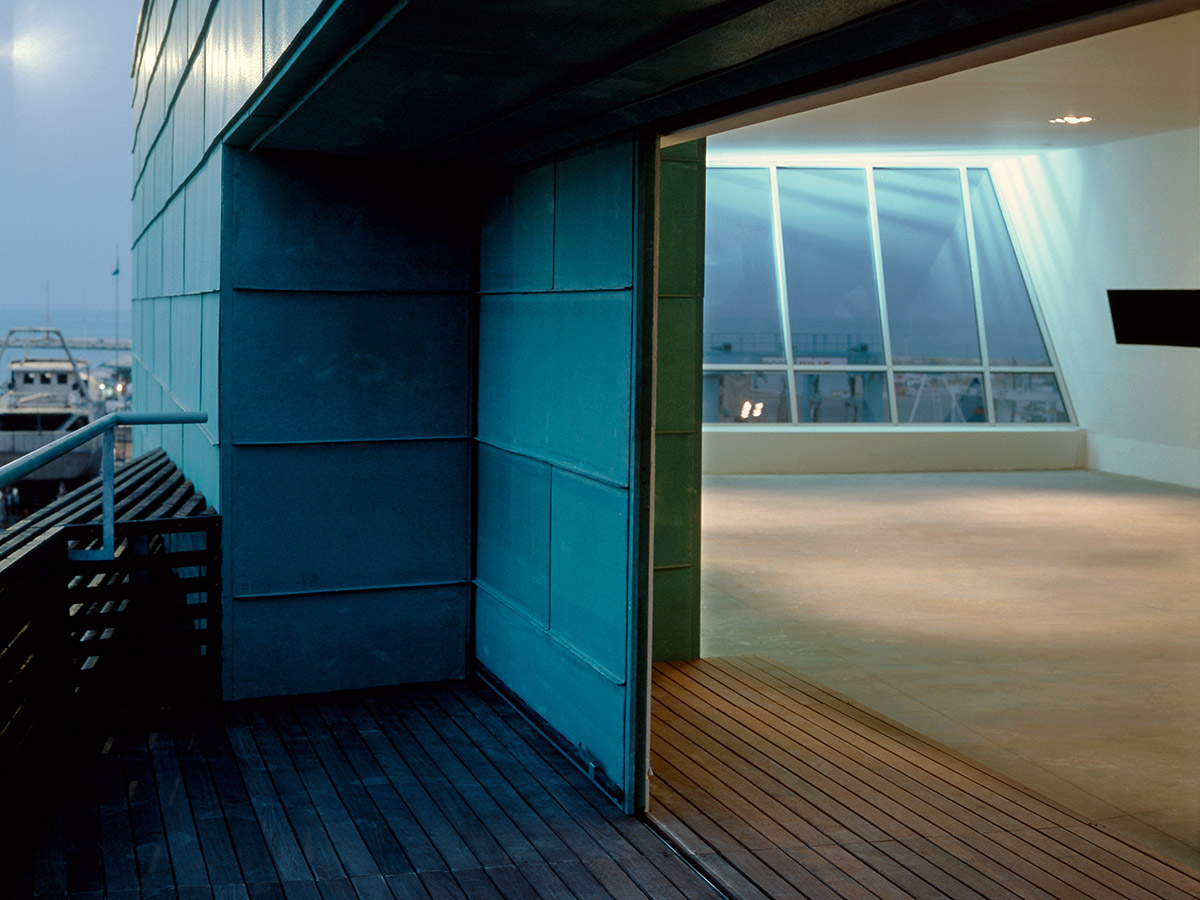
Istituto Alberghiero IPSSAR a San Benedetto del Tronto
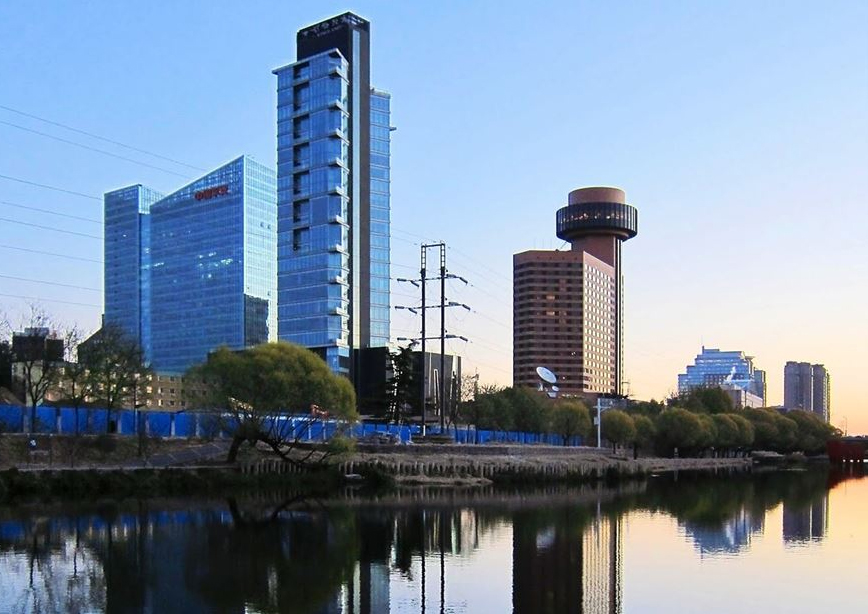
Kunlun Towers a Pechino (Cina)
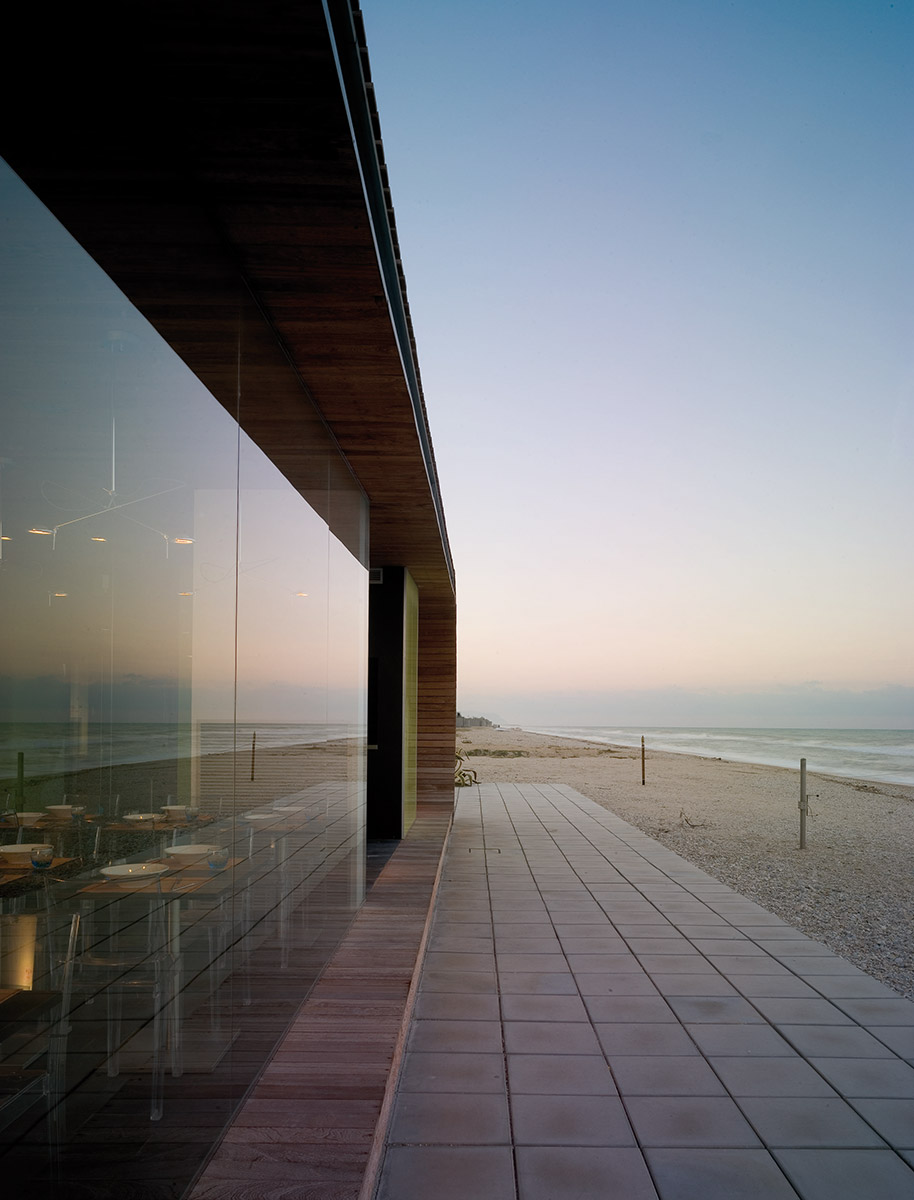
Chalet Touch a Porto Sant'Elpidio
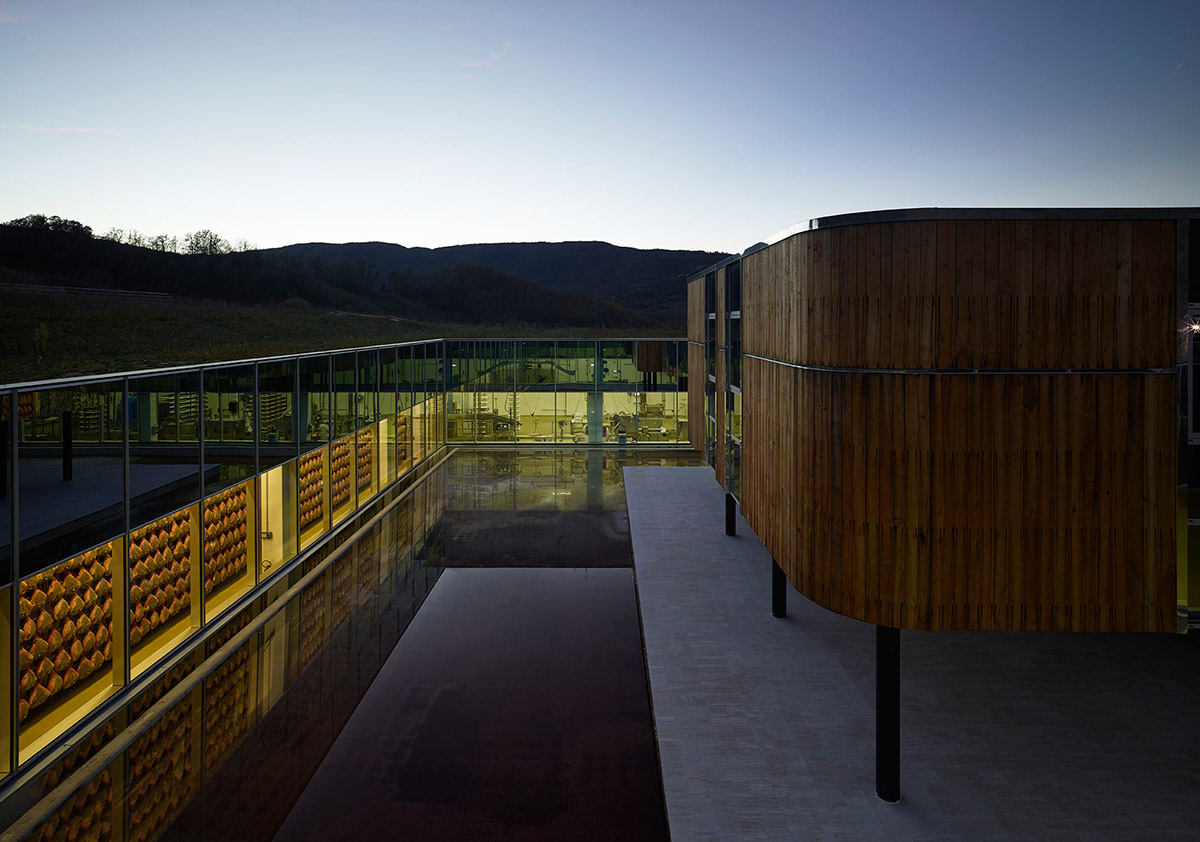
Stabilimento Industriale Sal.Pi. UNO srl a Preci (in mostra alla 13ª Mostra internazionale di architettura di Venezia "Common Ground")
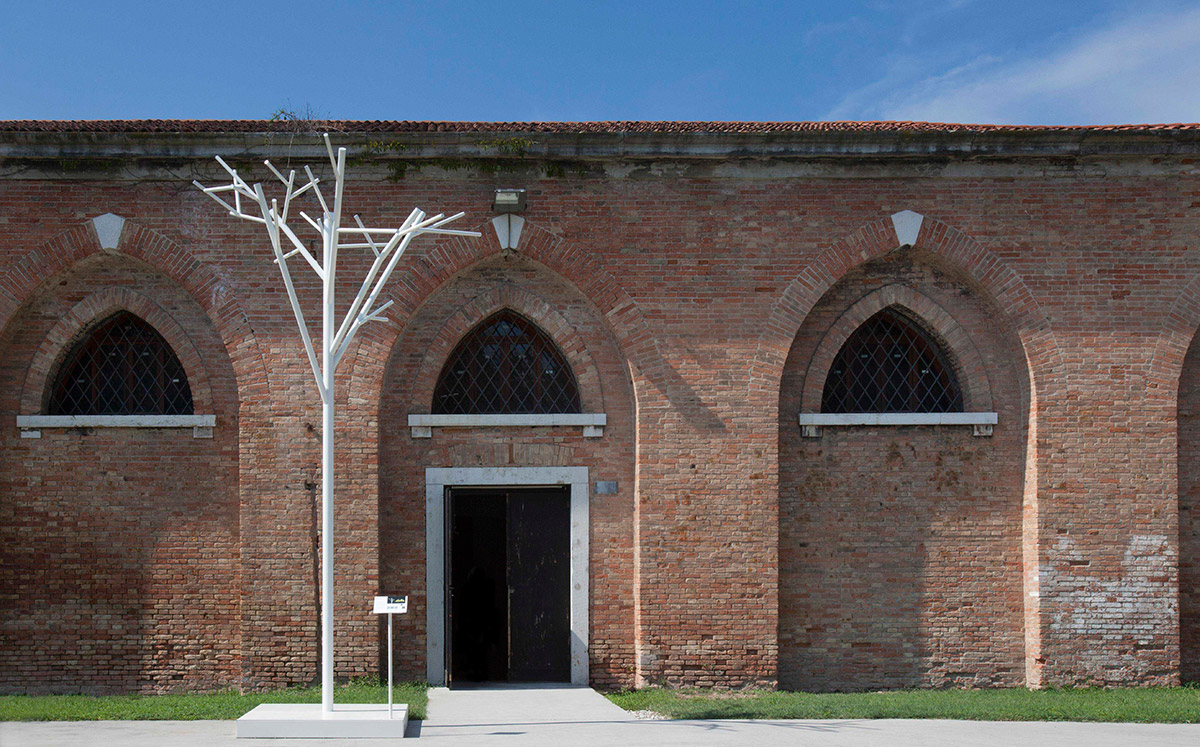
Albero design Enzo Eusebi prodotto da iGuzzini illuminazione (in mostra alla 13ª Mostra internazionale di architettura di Venezia "Common Ground")
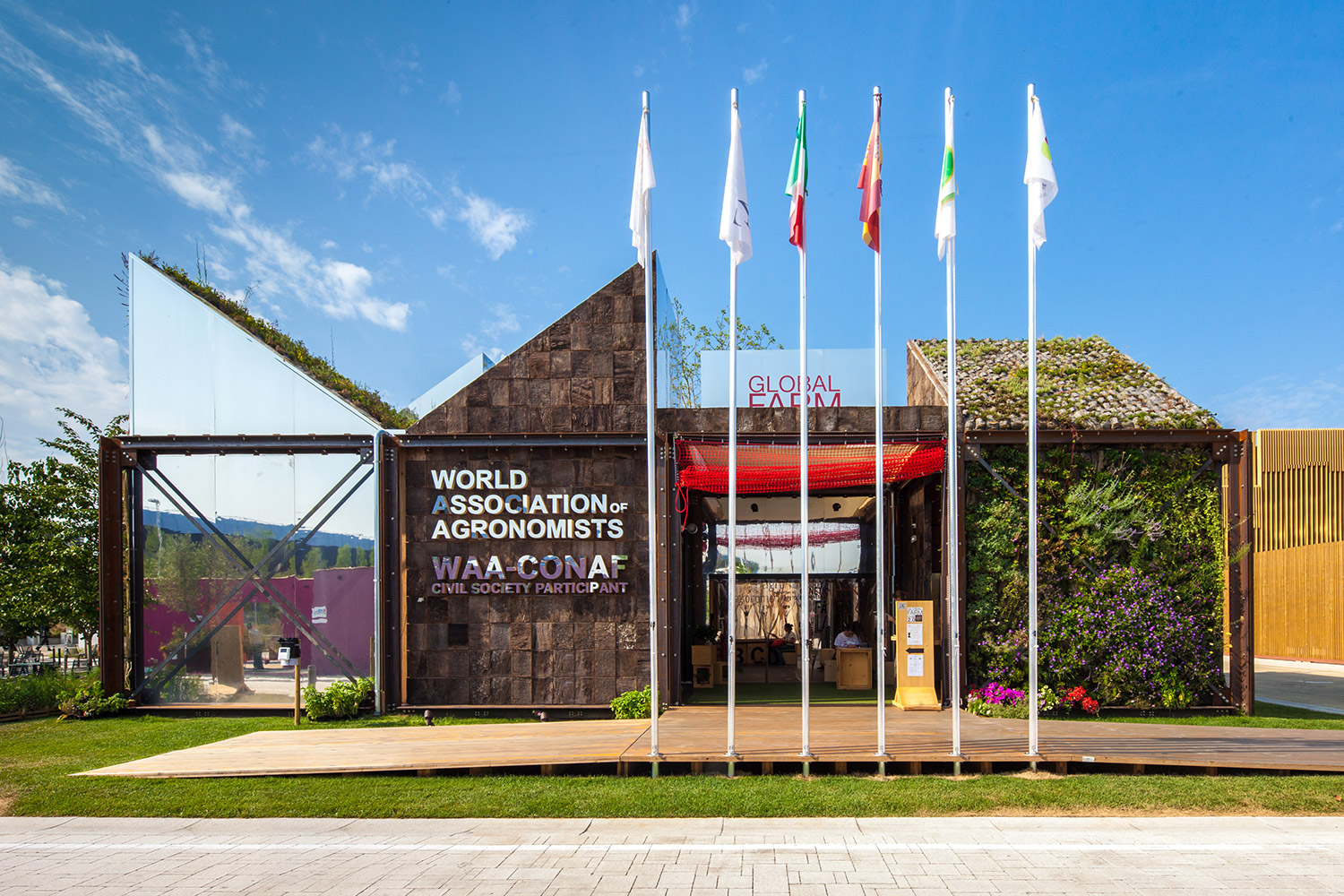
Padiglione dell’Associazione Mondiale degli Ingegneri Agronomi (WAA) a Expo 2015